# 남원제일고등학교
남원제일고등학교(南原第一高等學校)는 대한민국 전북특별자치도 남원시 노암동에 있는 사립 고등학교이다.

## 학교 연혁
- 1974년 6월 7일 : 학교법인 성원학원 설립 허가 및 초대 양승권 이사장 취임
- 1976년 12월 28일 : 성원여자상업고등학교 설립 인가(상업과 6학급)
- 1977년 3월 10일 : 초대 이현중 교장 취임, 개교 및 입학식
- 1980년 1월 10일 : 제1회 졸업식(109명)
- 1984년 3월 1일 : 남원여자상업고등학교로 교명 변경
- 1995년 7월 20일 : 다목적 강당 준공
- 1999년 3월 2일 : 남원여자정보고등학교로 교명 변경
- 2005년 6월 17일 : 남원제일고등학교로 교명 변경 승인(9월 1일부터 사용)
- 2009년 8월 5일 : 조리실습실 증축
- 2011년 7월 27일 : 제3대 양창석 이사장 취임
- 2011년 8월 30일 : 학과개편인가(유통마케팅과 2학급, 미용마케팅과 2학급, 외식마케팅과 2학급)
- 2018년 2월 8일 : 제39회 졸업식(141명) 총 10,707명 졸업
- 2019년 7월 5일 : 직업계고 재구조화 및 학과개편인가(목공예과 1학급 신설, 미용과 1학급, 조리제빵과 2학급)
- 2019년 7월 18일 : 국방부 해군조리 군특성화고등학교 지정
- 2021년 3월 1일 : 제10대 김한태 교장 취임
- 2021년 4월 25일 : 그린스마트 미래학교 선정

## 설치 학과
- 미용과
- 목공예과
- 조리제빵과

## 참고 자료
- 남원제일고등학교 - 한국교육학술정보원 학교알리미